# 希諾奇
51°34′23″N 26°8′41″E / 51.57306°N 26.14472°E
希諾奇（烏克蘭語：Хиночі），是烏克蘭西北部的村莊，隸屬里夫內州的瓦拉什區。該村始建於1460年，面積67.8平方公里，海拔高度155米，2001年人口991，人口密度每平方公里14.2人。